# Guqin
De guqin (Chinees, "oud snaarinstrument") is een Chinese citer. Het muziekinstrument heeft zeven snaren, hoewel er vroeger varianten waren met vijf en tien snaren. De guqin is een van de oudste bekende snaarinstrumenten en wordt ook vandaag de dag nog bespeeld.
Het is een fretloos tokkelinstrument  waarbij men de noten open, door het indrukken van de snaren op het klanklichaam of door flageoletten speelt.

## Beschrijving
De grondbouwwijze van de guqin is eenvoudig: het ongeveer een meter lange houten klanklichaam is hol, met snaren die aan de rechter kant over een brug gespannen zijn. De solide constructie in combinatie met hoogwaardig materiaal heeft ertoe geleid dat veel antieke instrumenten van soms meer dan acht eeuwen oud nog goed te bespelen zijn.

### Klanklichaam
Het klanklichaam bestaat uit twee met elkaar verlijmde, uitgeholde schalen van massief hout, waarbij de onderste vlak is en aan een zijde op twee pootjes staat en de bovenste in de dwarsdoorsnede licht gewelfd is. Vaak worden twee dezelfde houtsoorten genomen. In het geval dat verschillende houtsoorten gebruikt worden, is de bovenschaal vaak uit lichter hout vervaardigd. Gebruikelijk is hout van de Anna Paulownaboom, zilverspar en trompetboom.

### Snaren
De snaren lopen van de pootjes over het dichtstbijzijnde kopse einde, lopen over een hardhouten brug aan het andere einde en zijn dan door koordjes aan spandeuvels bevestigd. Oorspronkelijk bezat de guqin vijf snaren, die de vijf elementen symboliseerden. In de Zhou-dynastie werden een zesde en zevende snaar toegevoegd. De stemming is pentatonisch, gebruikelijk is C2-D2-F2-G2-A2-C3-D3. Tot de culturele revolutie waren de snaren van zijde, sindsdien meestal van nylon en staal.

## Intellectueel belang
De guqin geldt in de Chinese traditie als een van de meest kenmerkende uitvindingen waaruit het menselijk intellect naar voren komt. Confucius was een meester op dit instrument en het was zijn meest geliefde muziekinstrument. Het instrument wordt al duizenden jaren beschouwd als een fundamenteel educatief werktuig om natuurkunde en wiskunde, maar ook meer levensbeschouwelijke zaken mee te verklaren, voornamelijk vanuit het Oosterse gezichtspunt.
Na de Sui-dynastie was het bespelen van de guqin een van de vier kunsten waarmee de literati hun vrije tijd doorbrachten. Ondanks de hoge waardering bij intellectuelen, heeft het nooit een grote populariteit in zijn algemeenheid onder de mensheid gekend.
Nadat het instrument tijdens de culturele revolutie in China in diskrediet was geraakt en instrumenten daar te lande massaal verbrand zijn, ervaart de guqin momenteel een renaissance.
Het staat sinds 2003 op de Lijst van Meesterwerken van het Orale en Immateriële Erfgoed van de Mensheid van de Unesco. Er is gespeelde muziek en informatie over het instrument aan boord gegaan van de twee Voyagers.